# Бочаров, Яков Васильевич
Яков Васильевич Бочаров (1923—1943) — Гвардии старший сержант Рабоче-крестьянской Красной Армии, участник Великой Отечественной войны, Герой Советского Союза (1944).

## Биография
Яков Бочаров родился в 1923 году в селе Елизаветинское (ныне — Благодарненский район Ставропольского края) в крестьянской семье. Окончил пять классов школы, работал в сфере сельского хозяйства. В марте 1942 года был призван на службу в Рабоче-крестьянскую Красную Армию. С августа того же года — на фронтах Великой Отечественной войны. Принимал участие в Сталинградской битве. В 1943 году вступил в ВКП(б). К октябрю 1943 года гвардии старший сержант Яков Бочаров командовал орудием 76-го гвардейского стрелкового полка 27-й гвардейской стрелковой дивизии 8-й гвардейской армии Юго-Западного фронта. Отличился во время боёв за Запорожье.
2 октября 1943 года участок, оборонявшийся расчётом Бочарова, был атакован 12 танками противника и пехотой численностью около 2 рот. Подпустив танки на 300 метров, Бочаров открыл огонь, подбив один из них. Когда был тяжело ранен наводчик и убит заряжающий, он сам встал к орудию и подбил ещё один танк. Несмотря на гибель последнего бойца расчёта и ранение в левую руку, Бочаров продолжал вести огонь, подбив третий танк. Когда закончились снаряды, он вёл огонь из автомата, обороняя позицию до того момента, пока не погиб в результате прямого попадания вражеского снаряда в орудие. Похоронен в братской могиле в парке города Вольнянск Запорожской области Украины, на могиле установлен памятник.

## Награды и звания
- Звание Герой Советского Союза (посмертно). Указ Президиума Верховного Совета СССР от 22 февраля 1944 года :
  - Орден Ленина,
  - Медаль «Золотая Звезда».
- Орден Отечественной войны II степени. Приказ Военного совета 62 армии № 109/н 31 марта 1943 года.
- Медаль «За оборону Сталинграда».Указ Президиума Верховного Совета СССР от 22 декабря 1942 года.

## Память
- В честь Бочарова названы улицы в Запорожье и селе Марьины Колодцы.
- На аллее Героев в Минеральных Водах установлена стела с барельефом Бочарова[1].